# Adolf Ansorg
Adolf Ansorg (* 11. April 1901 in Henneberg; † 1978) war ein deutscher Archivar und Heimatforscher.

## Leben
Adolf Ansorgs Vater war der Landwirt Reinhold Boxberger (1858–1930) und seine Mutter die Hausangestellte Marie Ansorg (1865–1931), die ihn in Henneberg zur Welt brachte. Er absolvierte nach dem Besuch der Volksschule eine Lehre zum Maurer. Er schloss sich schon bald der Arbeiterpartei an, für die er 1925 als Vertreter in den Gemeinderat zog. 1933 musste er nach der Machtergreifung der Nationalsozialisten sein Mandat niederlegen und wurde unter polizeiliche Aufsicht gestellt.
Als Soldat nahm er am Zweiten Weltkrieg teil und geriet in Kriegsgefangenschaft. Nach seiner Rückkehr arbeitete er bei der Kreisleitung der SED in Meiningen. Er gehörte zu den Gründern der Urania im Bezirk Suhl und war Mitglied im Deutschen Kulturbund, der Gesellschaft für Deutsch-Sowjetische Freundschaft und anderer Massenorganisationen.
1954 wechselte Adolf Ansorg in das Archivwesen. Am 1. Mai 1961 – im Alter von 60 Jahren – erkannte ihm die Fachschule für Archivwesen „Franz Mehring“ in Potsdam die Berufsbezeichnung Staatlich geprüfter Archivar zu. Als solcher wirkte er bei der Ausbildung von Beauftragten für das Archivwesen im DDR-Bezirk Suhl mit. Dazu gründete er ein eigenes Aktiv im Kreis Meiningen, das sich mit grundsätzlichen Fragen des Archivwesens befasste. Es bestand das Ziel, das Kreisarchiv Meiningen zum größten Kommunalarchiv im südlichen Thüringen auszubauen. 1969 übernahm Ansorg zusätzlich das Stadtarchiv Meiningen.
Adolf Ansorg interessierte sich vor allem für die Auswertung der Quellen zur Geschichte der Arbeiterbewegung in Stadt und Land Meiningen. Seine Forschungsergebnisse stellte er in zahlreichen Vorträgen öffentlich vor. Daneben schrieb er eine Reihe von heimatgeschichtlichen Beiträgen und Erzählungen für die regionale Tagespresse.
Über ein Jahrzehnt arbeitete er am Verfassen einer Chronik von Meiningen und anderer Orte des Kreisgebietes. Sein Alterswerk war die Publikation der zweibändigen Bestandsübersicht über das von ihm geleitete Kreisarchiv Meiningen.
Mit Erreichen seines 75. Geburtstages legte Adolf Ansorg die Leitung des Kreisarchivs Meiningen nieder, blieb dem Archiv jedoch weiter verbunden.

## Wirken
Vom Referenten für Archivwesen des Rates des Bezirkes Suhl wurde Adolf Ansorg wie folgt eingeschätzt:

„Genosse Ansorg hat durch seinen rastlosen Einsatz für die große Sache des Sozialismus einen hervorragenden Anteil bei der patriotischen Erziehung der Jugend und der Bewußtseinsbildung der Werktätigen. Er entwickelte das Kreisarchiv zu einer Bildungs- und Forschungsstätte, die über den Kreis Meiningen hinaus bekannt und wirksam geworden ist.!“

## Schriften (Auswahl)
- Die Unermüdlichen, Suhl, Rat des Bezirkes, Abteilung Kultur, Arbeitsgemeinschaft Junger Autoren, 1958
- 40 Jahre Novemberrevolution in Deutschland (1918–1958). Nach Erlebnisberichten von Arbeiterveteranen aus dem Kreis Meiningen, Meiningen, Kreisleitung der SED, Agitation/Propaganda, 1958
- Die Kirchenburg von Walldorf. In: Thüringer Heimat, Bd. 3, Nr. 1, 1958, S. 48–54.
- Das älteste Dorf im Bezirk Suhl. In: Meininger Kulturspiegel, 5, 1958, S. 254–257.
- Das Kreisarchiv Meiningen und seine Bestände, Teil 1, Meiningen 1971
- Das Kreisarchiv Meiningen und seine Bestände, Teil 2, Meiningen 1972

## Nachlass
Der wissenschaftliche Nachlass von Adolf Ansorg wird heute im Kreisarchiv Schmalkalden-Meiningen verwaltet. Der Bestand umfasst 0,4 laufende Meter Archivgut aus dem Zeitraum 1954 bis 1976 und ist unerschlossen.

## Ehrungen
- 1959 Verdienstmedaille der DDR
- NAW-Abzeichen in Gold
- Medaille für ausgezeichnete Leistungen (zweimal)
- Vaterländischer Verdienstorden in Bronze[4]